# Лыщичи
Лыщичи — село в Унечском районе Брянской области в составе Найтоповичского сельского поселения.

## География
Находится в центральной части Брянской области на расстоянии приблизительно 11 км на юго-запад по прямой от районного центра города Унеча.

## История
Упоминается с 1628 года. 
В 1723 году в Лыщичах было 19 дворов казаков, монастырских крестьян 103 двора и 33 хаты бобылей. В 1781 году было казаков 34 двора, при них 39 хат и бездворных 9 казачьих хат, лаврских крестьян— 114 дворов, бездворных 12 хат. 
В XIX веке здесь была возведена каменная церковь Рождества Богородицы (ныне в руинированном виде). 
В 1859 году здесь (село Стародубского уезда Черниговской губернии) учтено было 264 двора, в 1892—471.
Последствием Ноябрьской революции в Германии стало аннулирование Советской Россией Брестского мира. Это событие произошло в тот же день, что и братание в Лыщичах – 13 ноября 1918 года.

## Население
Численность населения: 1969 человек (1859 год), 2961 (1892), 623 человека (русские 100 %) в 2002 году, 416 в 2010.